# Theodore Shackley
Theodore Shackley – Ted (ur. 16 lipca 1927 w Springfield, zm. 9 grudnia 2002 w Bethesda) – amerykański funkcjonariusz  Służb specjalnych (korpusu kontrwywiadu wojskowego oraz Centralnej Agencji Wywiadowczej – CIA), min. szef Sekcji polskiej i czechosłowackiej Wydziału Europy Wschodniej w Zarządzie Planowania CIA, szef Stacji CIA w: Berlinie Zachodnim, Laosie i Sajgonie. Autor wydanej w kwietniu 2005 roku książki Superszpieg: Moje życie w CIA (Spymaster: My Life in the CIA), w 1981 roku wydał także pracę pt. Trzecia opcja (The Third Option).

## Życiorys

### Pochodzenie i młodość
Urodzony w Springfield w stanie Massachusetts w 1927 roku, z pochodzenia Polak – jego matka była polską imigrantką. Większość swojej młodość spędził w West Palm Beach na Florydzie.

### Służba wojskowa i wywiad wojskowy
Zaraz po II wojnie światowej (październik 1945) wstąpił do armii amerykańskiej i po odbyciu podstawowej służby został wysłany do Niemiec, gdzie dołączył do alianckich wojsk okupacyjnych. Wobec narastającej atmosfery zimnej wojny, dzięki znajomości języka polskiego, w kwietniu 1946 roku został zwerbowany do pracy w korpusie kontrwywiadu armii amerykańskiej (U.S. Army Counter Intelligence Corp).

### Nauka i początki w CIA
W lutym 1947 roku odesłany do rezerwy, wyjechał z powrotem do USA, aby uczęszczać na studia na University of Maryland. W 1950 roku powrócił do armii i kontrwywiadu wojskowego, rok później znów trafił do Niemiec gdzie werbował Polaków do pracy dla wywiadu wojskowego oraz CIA, dla której pracował także od 1951 roku, w Wydziale Europy Wschodniej w Zarządzie Planowania. Od 1952 roku był pracownikiem Bazy Operacyjnej CIA w Norymberdze, w 1953 roku przeniesiony do placówki CIA w Berlinie Zachodnim, gdzie współpracował z Williamem Harveyem, późniejszym autorem i głównym wykonawcą operacji Gold, wspólnej akcji wywiadu amerykańskiego tj. CIA, brytyjskiego MI6 oraz zachodnioniemieckiego BND, polegającej na budowie podziemnego tunelu w celu podsłuchu radzieckiej wojskowej łączności kablowej.

### Sekcja polsko-czechosłowacka i placówka JM WAVE
W 1954 roku został szefem operacji sekcji polsko-czechosłowackiej Wydziału Europy Wschodniej w Zarządzie Planowania CIA. Następnie, od 1959 roku, prowadził Sekcje Czechosłowacką Wydziału Europy Wschodniej w Zarządzie Planowania CIA. W 1960 roku, pracownik służb technicznych Europy Wschodniej w Zarządzie Planowania CIA. W 1962 roku przeniósł się do specjalnej stacji CIA na Florydzie (jako zastępca szefa) o kryptonimie JM WAVE, która została utworzona na polecenie ówczesnego prezydenta USA Kennedy’ego do obalenia przywódcy Kubańskiego Fidela Castro, po nieudanej inwazji w Zatoce Świń w 1961 roku. Stacja JM WAVE, była wykorzystywana przez Centralną Agencję Wywiadowczą jako centrala do przeprowadzenia operacji Mangusta, polegającej na fizycznej likwidacji Fidela Castro. W połowie 1962 roku Shackley został szefem Stacji CIA w Miami.

### Berlin/Laos/Sajgon
W lipcu 1965 roku Shackley powrócił do Berlina Zachodniego na stanowisko szefa tamtejszej Stacji CIA, jednej z trzech najważniejszych placówek agencji na całym świecie. Dokładnie dwa lata później został szefem Stacji CIA w Wientian, w Laosie, a od grudnia 1968 w Sajgonie.

### Doradca zastępcy dyrektora ds operacyjnych
W kwietniu 1972 roku Shackley powrócił do centrali CIA, gdzie został szefem Wydziału Półkuli Zachodniej w Zarządzie Planowania, następnie w maju 1973 r. został szefem Wydziału Azji Wschodniej w Zarządzie Operacyjnym CIA. (Zarząd Operacyjny – były Zarząd Planowania

W marcu 1976 roku, doradca zastępcy dyrektora ds operacji CIA, współpracował wówczas z ówczesnym dyrektorem Centrali Wywiadu (tym samym szefem CIA), późniejszym 41. prezydentem USA George’em H.W. Bushem. Odwołany z tego stanowiska 1979 roku. Następca Busha na stanowisku DCI, admirał Stansfield Turner, twierdził, że powodem odwołania go z tego stanowiska były prawdopodobnie bardzo bliskie stosunki z Edwinem Wilsonem, byłym pracownikiem CIA, który po odejściu z agencji zajmował się handlem i przemytem broni, za co został przed jego odejściem aresztowany.

### RAI i praca autorska
Po odejściu z CIA Theodore Shackley, założył własną bardzo dobrze prosperującą kompanię, o nazwie Research Associates International – RAI, zajmującej się zbieraniem informacji dla wielkich korporacji biznesowych. W późniejszych latach był zamieszany w tzw. aferę Iran-Contras, z której udało mu się wyjść bez szwanku. Zajął się także pisaniem książek, wydano m.in. (po jego śmierci) w kwietniu 2005 roku książkę Superszpieg: Moje życie w CIA (Spymaster: My Life in the CIA).
Zmarł w grudniu 2002 w Bethesda w stanie Maryland.